# 가와네정
가와네정(일본어: 川根町)은 일본 시즈오카현 하이바라군에 설치되었던 정이다. 2008년 4월 1일, 시마다시에 편입 합병하였다. 현재 주소 표기는 시마다시 가와네조.

## 행정
- 정장 : 마타히라 다쿠미 (又平琢己)

## 역사
- 1889년 10월 1일 - 정촌제 시행으로 시모가와네촌이 성립하였다.
- 1955년 2월 26일 - 사사마촌을 편입하였다.
  - 4월 1일 - 정으로 승격해 가와네정이 되었다.
- 2008년 4월 1일 - 시마다시에 편입되었다.

## 교통

### 철도
- 오이가와 철도 오이가와 본선

### 도로
- 국도 473호선

## 참고 문헌
- 角川日本地名大辞典編纂委員会,『角川日本地名大辞典 22 静岡県』, 角川書店, 1978年, ISBN 4040012208